# 阿赫洛冰原島峰

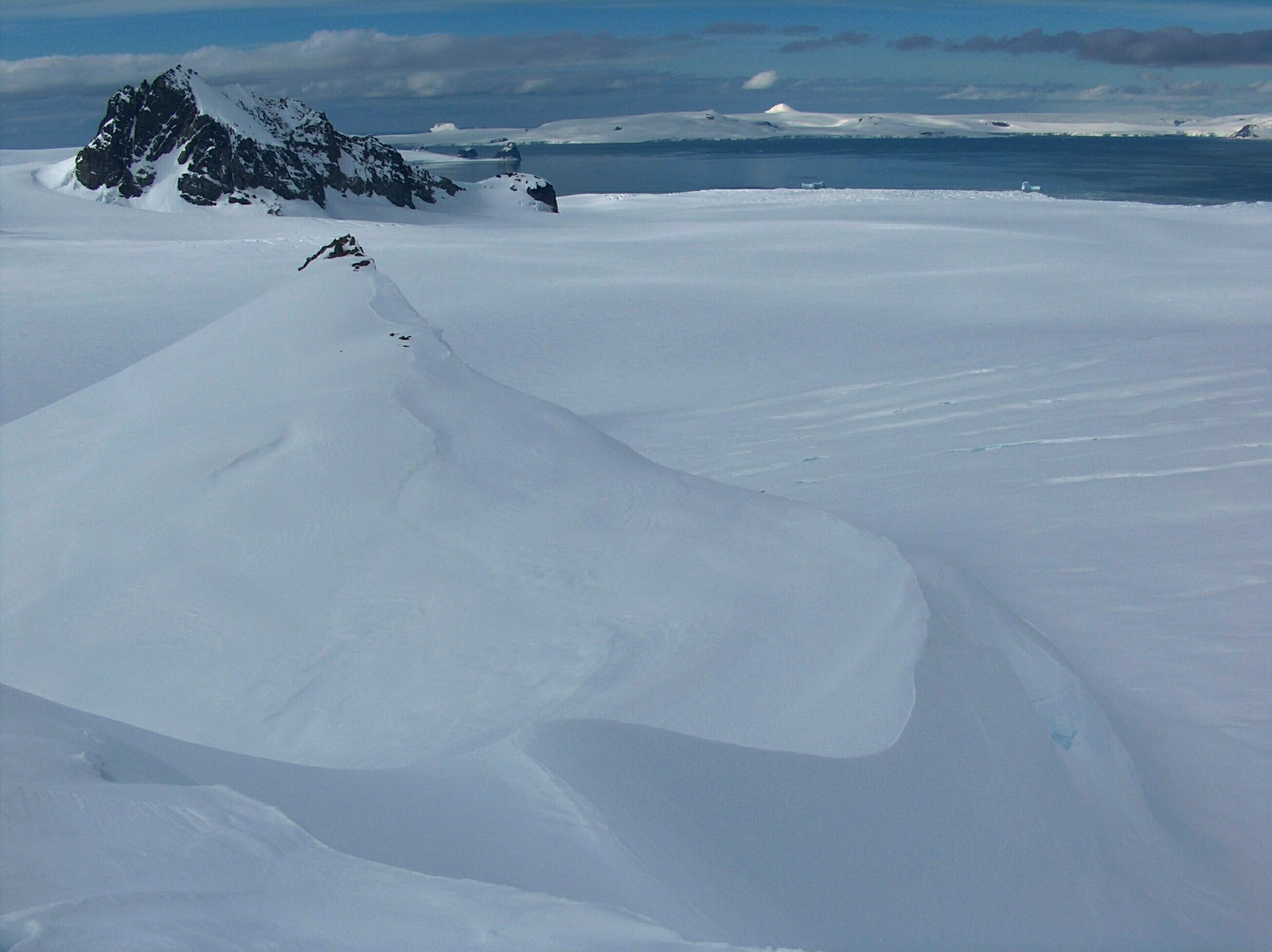

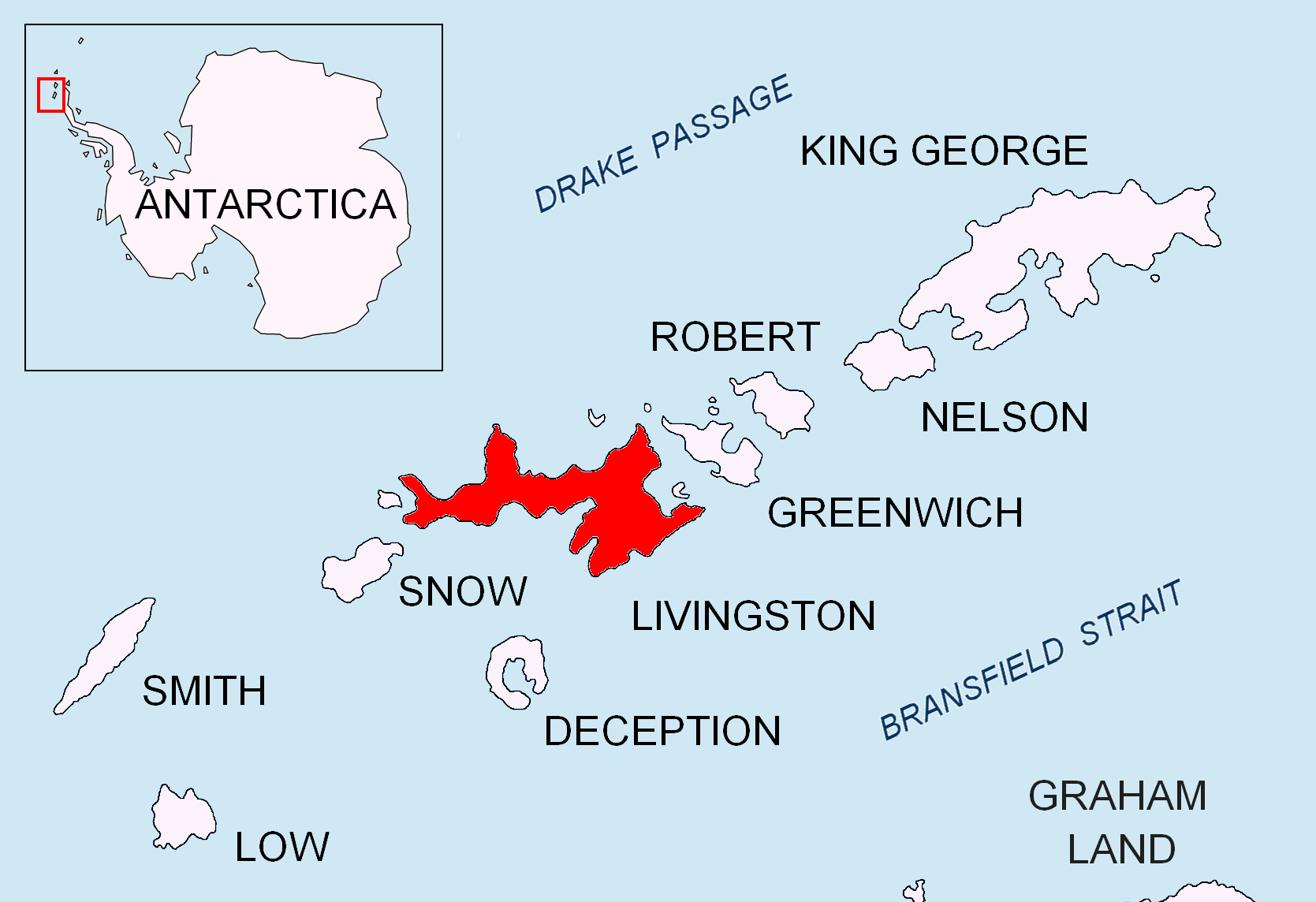

62°38′23.3″S 60°07′53.5″W / 62.639806°S 60.131528°W
阿赫洛冰原島峰是南極洲的冰原島峰，位於南設得蘭群島的利文斯頓島，處於庫茲馬海穹東南面1.6公里、馬里察峰東南面2.48公里、佐格拉夫峰東北面1.6公里和埃爾馬海穹東北面0.27公里，海拔高度390米，該島峰以保加利亞的鄉鎮命名。

## 外部連結
- SCAR Composite Gazetteer of Antarctica（页面存档备份，存于）.